# فكاهة

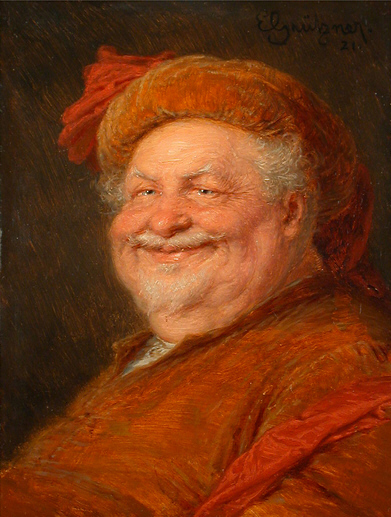
الابتسامة يمكن أن تنطوي على روح الدعابة وحالة من التسلية، كما هو الحال في لوحة فالستاف رسمها إدوارد فون

الفُكاهَة أو الدُّعابَة أو الطُّرْفَة هي الميل لخبرات معرفية محددة بغرض إثارة الضحك والتسلية.
يستجيب الناس من جميع الأعمار والثقافات لروح الدعابة، ومعظم الناس قادرون على تجربة الفكاهة أن يكون مسلياً، ويبتسم أو يضحك على الشيء المرح وبالتالي يمكن اعتبارها أنها تمتلك حس النكتة.
على افتراض أن شخص يفتقر إلى روح الدعابة، فإنه غالباً ما يجد السلوك المتضمن للدعابة غير قابل للتفسير، غريب، أو حتى غير منطقي.
على الرغم من أن تحديد الدعابة هو في نهاية المطاف مسألة ذوق شخصي، إلى أن المدى الذي يجد فيه الشخص شيئاً فكاهياً يعتمد على مجموعة من المتغيرات، بما في ذلك الموقع الجغرافي، والثقافة، والنضج، ومستوى التعليم والذكاء والسياق، على سبيل المثال، يفضل للأطفال الصغار الكوميديا التهريجية مثل الرسوم توم وجيري، على النقيض من ذلك، فإن المستمعين الناضجين يميلون إلى أشكال من الفكاهة أكثر تطوراً مثل الهجاء والتي تتطلب فهماً للمعنى الاجتماعي والسياق.

## نظريات

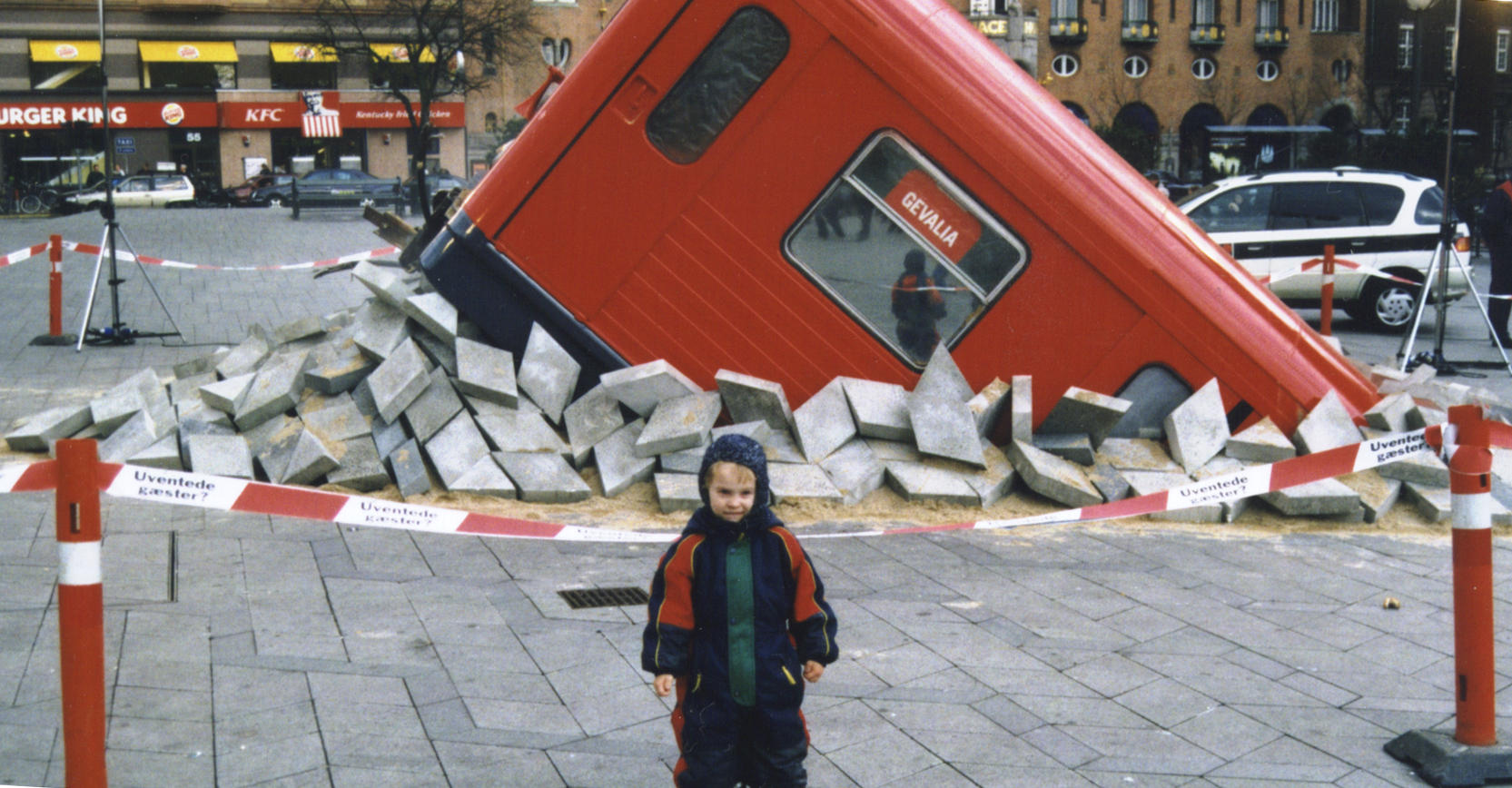
كذبة أبريل في الدنمارك، بخصوص مترو كوبنهاغن الجديد.

توجد العديد من النظريات حول ما طبيعة الفكاهة والوظيفة الاجتماعية التي تؤديها. تحاول الأنواع السائدة من النظريات تفسير وجود الفكاهة بما في ذلك النظريات النفسية، والغالبية العظمى منها تعتبر السلوك المسبب للفكاهة سلوك صحي جداً. النظريات الروحية على سبيل المثال تعتبر الفكاهة «هبة من الله». والنظريات التي تعتبر الفكاهة لغزاّ غير قابل للتفسير قريبة الشبه من التجربة الغامضة.

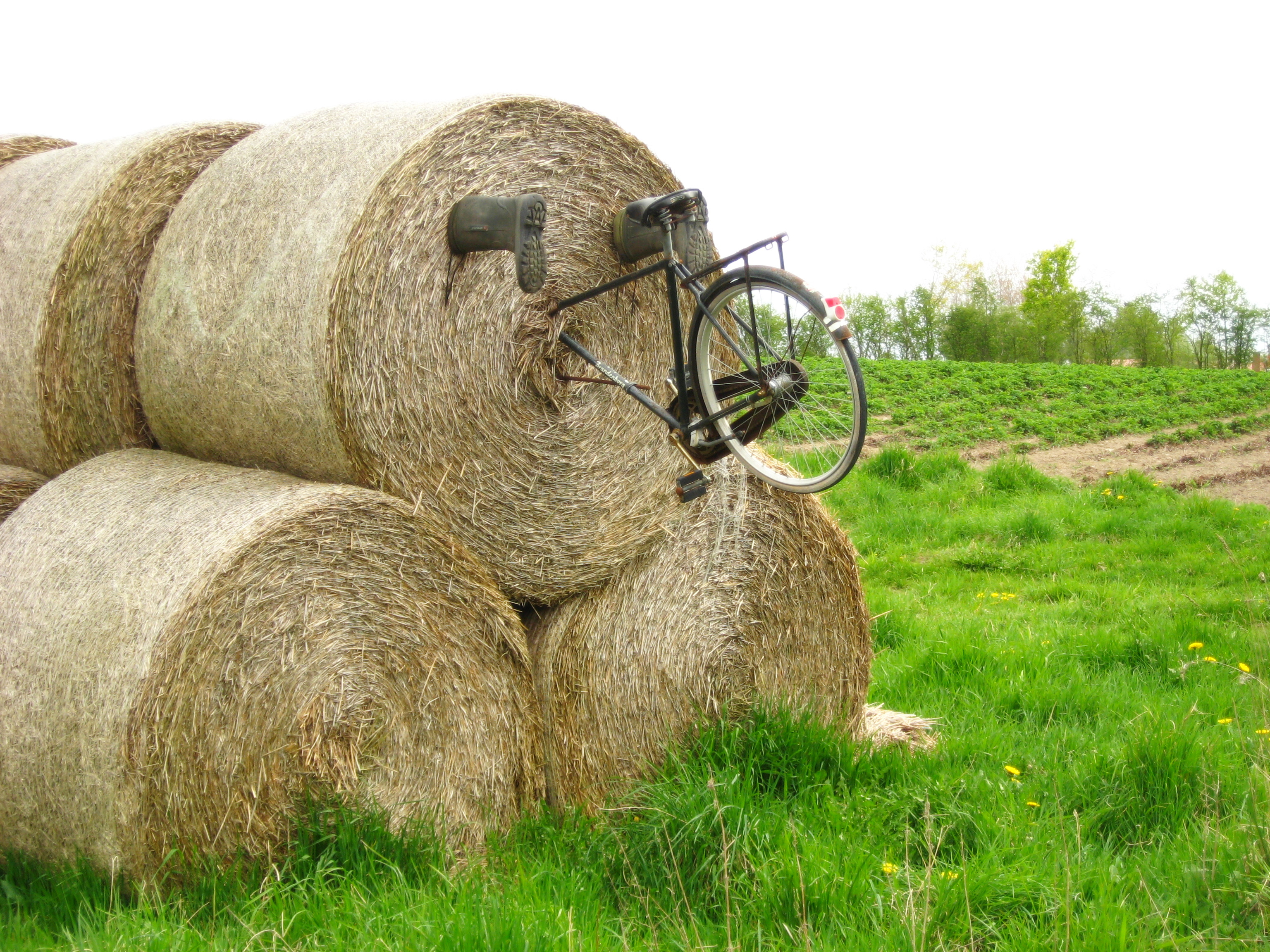
يدعي البعض أن روح الدعابة لا يمكن أو لا ينبغي تفسرها.

حاولت نظرية الانتهاك الحميد التي أقرّها بيتر ماكجرو أن تفسر وجود الفكاهة. وتقول النظرية أن «الفكاهة تحدث فقط عندما يبدو شيئاً خاطئاً، مزعجاً، أو تهديد، ولكن في نفس الوقت يبدو بخير، مقبول أو آمن». يمكن استخدام الفكاهة كوسيلة سهلة للانخراط في التفاعل الاجتماعي من خلال إزالة الشعور بالحرج أو بعدم الارتياح من التفاعلات الاجتماعية.
ويعتقد آخرون أن الاستخدام الملائم للفكاهة يمكن أن يسهل التفاعلات الاجتماعية.

## آراء
يدعي البعض أن روح الدعابة لا يمكن أو لا ينبغي نفسيرها. وينسب للكاتب أي بي وايت أنه قال ذات مرة «يمكن تشريح الفكاهة كما يمكن للضفدع، ولكن ما نبحث عنه يموت أثناء التشريح وتثبط الأحشاء لأي مكان إلا العقل العلمي الخالص.» وفي مقابل هذا الجدل، دعت الاحتجاجات ضد الرسوم «المسيئة» إلي تحليل الفكاهة أو افتقارها من قبل الأفراد والمجتمعات المتضررة. وهذه العملية من تحليل أو تشريح الفكاهة لا يبعد بالضرورة روح الدعابة، ولكن يلتمس الاهتمام تجاه سياساتها وعالميتها المغترضة.
رثى آرثر شوبنهاور إساءة استخدام الفكاهة لتعني أي نوع من الكوميديا. ومع ذلك، غالباً ما تستخدم الفكاهة والهزلية على حد سواء عند وضع النظريات حول هذا الموضوع. ويقال إن دلالات الفكاهة في مقابلة الهزلية مشابهة للاستجابة مقابل التحفيز. بالإضافة إلى ذلك، كان يَعتقد قديماً أن الفكاهة تجميعة من التفاهة وخفة دم في الفرد، والحالة النموذجية لذلك هو السير جون فالستاف في أعمال شكسبير.
كان الفرنسيون أشد بطئاً في تبني مصطلح الفكاهة. في الفرنسية هناك اختلاف بين كلمتي humeur و humour، حيث تشير الأولى إلى مزاج الشخص أو لمفهوم قديم عن الأخلاط الأربعة.

## في مكان العمل
تعد الفكاهة جانب كل الوجود، متأصل للغاية، وذو مغزى إلى حد كبير من جوانب التجربة الإنسانية، وبالتالي فالفكاهة شيء مناسب بلا جدال في السياقات التنظيمية، مثل مكان العمل.
لوحظ الدور الكبير الذي يلعبه الضحك والمرح في الحياة التنظيمية كظاهرة اجتماعية وتزايد إدراك أنها أيضا تخلق روح المشاركة بين العمال. مشاركة الفكاهة في العمل لا توفر احساس الراحة من الملل وحسب، وإنما أيضا يمكنها بناء العلاقات، وتحسين الصداقة الحميمة بين الزملاء، وخلق تأثير إيجابي، كما يمكن أن تخفف الفكاهة من التوتر في مكان العمل، كما يمكن استخدامها كاستراتيجية مسايرة.
في الواقع، فإن أحد أقوي التأثيرات المتفق عليها في مكان العمل هو تأثير الفكاهة على رفاة الأشخاص، واستخدام الفكاهة كاستراتيجية مسايرة للمساعدة في التعامل مع الضغوط اليومية، الشدائد أو المواقف الصعبة الأخرى.
مشاركة الضحك مع مجموعة من الزملاء قد يحسن المزاج، كما أن الناس ينظرون إلي ذلك كمؤثر إيجابي في قدرتهم على التأقلم، كما يعد المرح والمتعة أمر حيوي ومهم في حياة الأشخاص وكذلك فإن قدرة زملاء العمل على الضحك أثناء العمل، من خلال المزاح أو غيره، تعزز الانسجام والشعور بالتماسك.
ويمكن أيضا أن تستخدم الفكاهة لتعويض المشاعر السلبية حول مهمة مكان العمل أو للتخفيف من استخدام الألفاظ النابية، أو استراتيجيات المسايرة الأخرى التي قد لا يمكن تحملها، لا تساهم الفكاهة فقط في تلطيف المشاعر السلبية، ولكن يمكن أيضا أن تستخدم كمتنفس لمناقشة الأحداث الشخصية المؤلمة، في سياق أخف وزنا، وبالتالي تقليل القلق مع سماح أكثر للسعادة والعواطف الإيجابية.
بالإضافة إلى ما سبق، يمكن استخدام الفكاهة كوسيلة لتخفيف حدة الهجة الرسمية من قبل المديرين عند اعطاء التوجيهات لمرؤوسيهم، كما قد يستخدم المدير فكاهة انتقاد أو استنكار الذات كوسيلة لينظر إليه مرؤسيه على أنه أكثر إنسانية و«حقيقي» دون تكلف.
علاوة على ذلك، فقد أكدت دراسات الاثنوغرافية التي نفذت في مجموعة متنوعة من إعدادات مكان العمل على أهمية وجود مساحة متعة في مكان العمل. وقد أدى التعلق بمفهوم المتعة من قبل الشركات المعاصرة في إدارة مكان العمل إلي التعرف على التأثيرات الإيجابية المحتملة من الفكاهة، وإدرك أنه لا يقوض بالضرورة أداء العمال.
يمكن للضحك والمتعة إطلاق العنان للإبداع، مما يؤدى إلى رفع الروح المعنوية، ولذلك فباعتبار مصلحة تشجيع موافقة الموظف على قسوة العمل، فإن الإدارة غالبا ما تتجاهل، تتسامح وحتي تشجع بنشاط الممارسات الفكاهية، بهدف تعزيز أهداف المنظمة.وبصورة أساسية لم يعد ينظر للمرح في مكان العمل علي أنه شيء تافه.
تعتبر أمريكا الشمالية منشأ أحدث المناهج من إدارة المرح والضحك في مكان العمل، حيث عهدت إلي أخذ المرح إلي درجة أن لديها مستشارين للفكاهة، وكذلك فإن بعض الولايات قد أعتمدت يوم رسمي باسم«المتعة في العمل». وقد أظهرت النتائج فوائد تعود على العمال، وتحسين تجربة العملاء وزيادة في الإنتاجية.

## العوامل الاجتماعية
كما هو الحال مع أي شكل من أشكال الفن، فإن قبول نمط أو مدى الفكاهة يعتمد على عوامل اجتماعية، ويختلف من شخص لآخر.
استخدمت الكوميديا على مر التاريخ كشكل من أشكال الترفيه في جميع أنحاء العالم، سواء في محاكم الملوك الغربية أو قرى الشرق الأقصى، ويمكن استعرض آداب السلوك الاجتماعي والذكاء من خلال أشكال من الطرافة والسخرية، وذكر المؤلف الألماني جورج يشتنبرغ في القرن الثامن عشر أن «كلما زاد تعلمك للفكاهة، كلما زاردت مطالبك في الذقة».

### اليونان القديمة
تبدأ نظرية الفكاهة الغربية مع أفلاطون، الذي نسب لسقراط (كحوار شبه تاريخي) في فيليبوس (ص 49b) رؤية أن جوهر السخافة هو الجهل في الضعفاء، والذين هم بالتالي غير قادر على الرد عند السخرية منهم. ولاحقاً في الفلسفة اليونانية، اقترح أرسطو، في فن الشعر (1449a ، ص. 34-35) أن القبح غير المقزز هو مكون أساسي في الفكاهة.

### الهند
في الدراما السنسكريتية القديمة، عرفت الفكاهة باعتبارها واحدة من فنون الهند.

### في الثقافة العربية والفارسية
أصبح مصطلحي الكوميديا والسخرية مترادفين بعد ترجمة شاعرية أرسطو إلى اللغة العربية في العالم الإسلامي في القرون الوسطى، والتي تم تطويرها من قبل الكتاب العرب والفلاسفة المسلمين مثل أبو بشر، وتلميذه الفارابي، وابن سينا الفارسي، وابن رشد، وبسبب الاختلافات الثقافية فقد نأت الكوميديا عن تمثيل الدراما اليونانية، وفي المقابل قاموا بدمجها مع الموضوعات والأشكال الشعرية العربية، مثل الهجاء (شعر ساخر)، واعتبروا الكوميديا بأنها مجرد «فن توبيخ» ولا تقيم أي إسناد إلى الأحداث المبهجة أو البدايات المزعجة والنهايات السعيدة المرتبطة بالكوميديا اليونانية الكلاسيكية، وبعد الترجمات اللاتينية من القرن الثاني عشر، اكتسب مصطلح الكوميديا معنى الدلالي جديدة في الأدب في العصور الوسطى.

### الصين
النظرة التقليدية للثقافة الصينية الكونفشيوسية هي نظرة تزدري الفكاهة، مما يجعل الفكاهة الصينية متواضعة وغير ملحوظة، لكن التأثيرات الغربية أثارت تطوير أنواع جديدة من الفكاهة في عقد 1970، ولا سيما الفكاهة السوداء.
وقد كتب شين تشو تعليق علي لحيته بالطريقة الكلاسيكية الصينية، واستشهد بأمثلة تاريخية، ومع ذلك السياق، كان عمل فكاهي خفيف الظل بين الأصدقاء المقربين وأدباء - تشاو مينغ يو، وتشو Zongdao، ياو Cundao، وشين تشو - حول اللحى المتزايدة.

## الصيغ

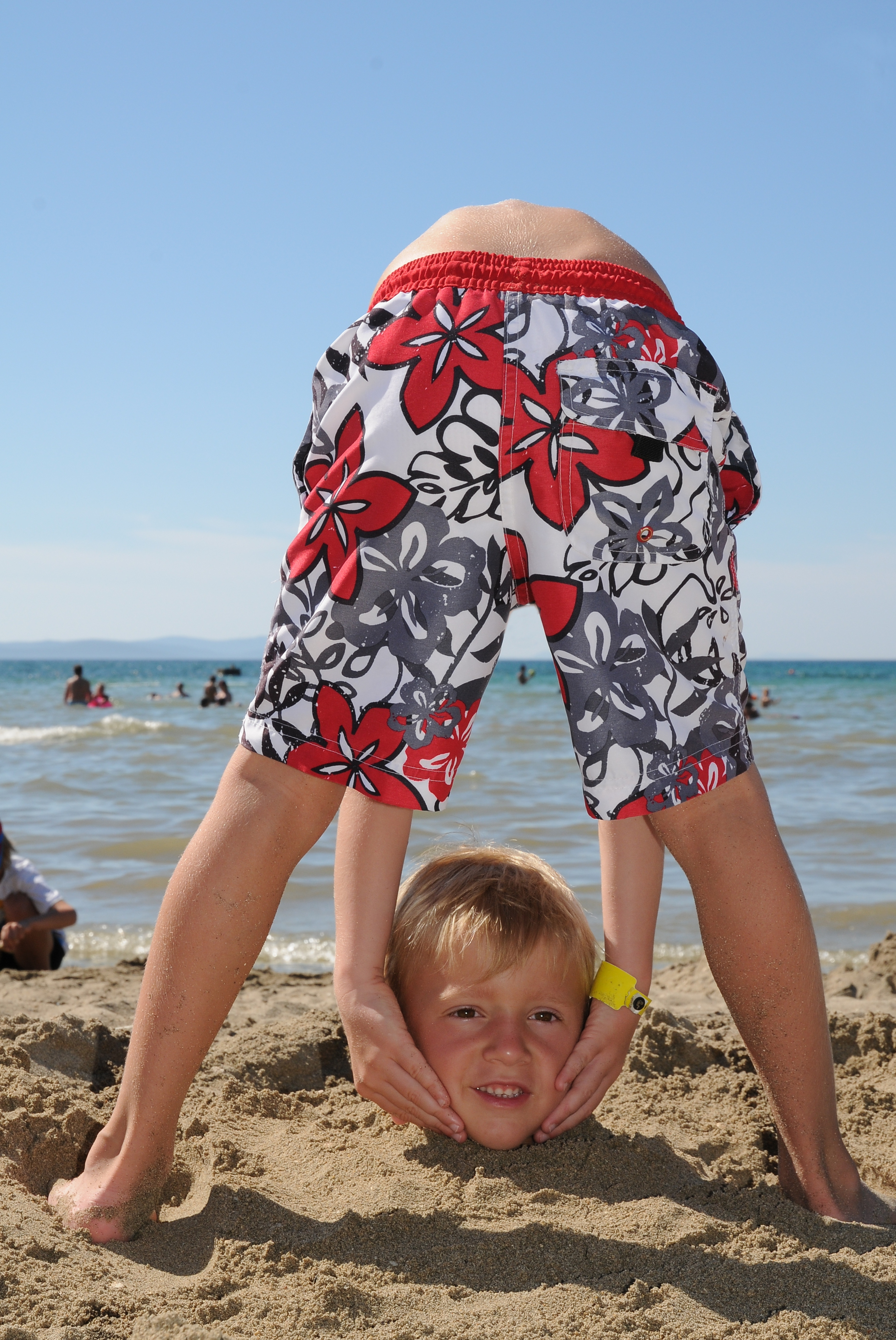
الدهشة تمثل مكون رئيسي في الفكاهة

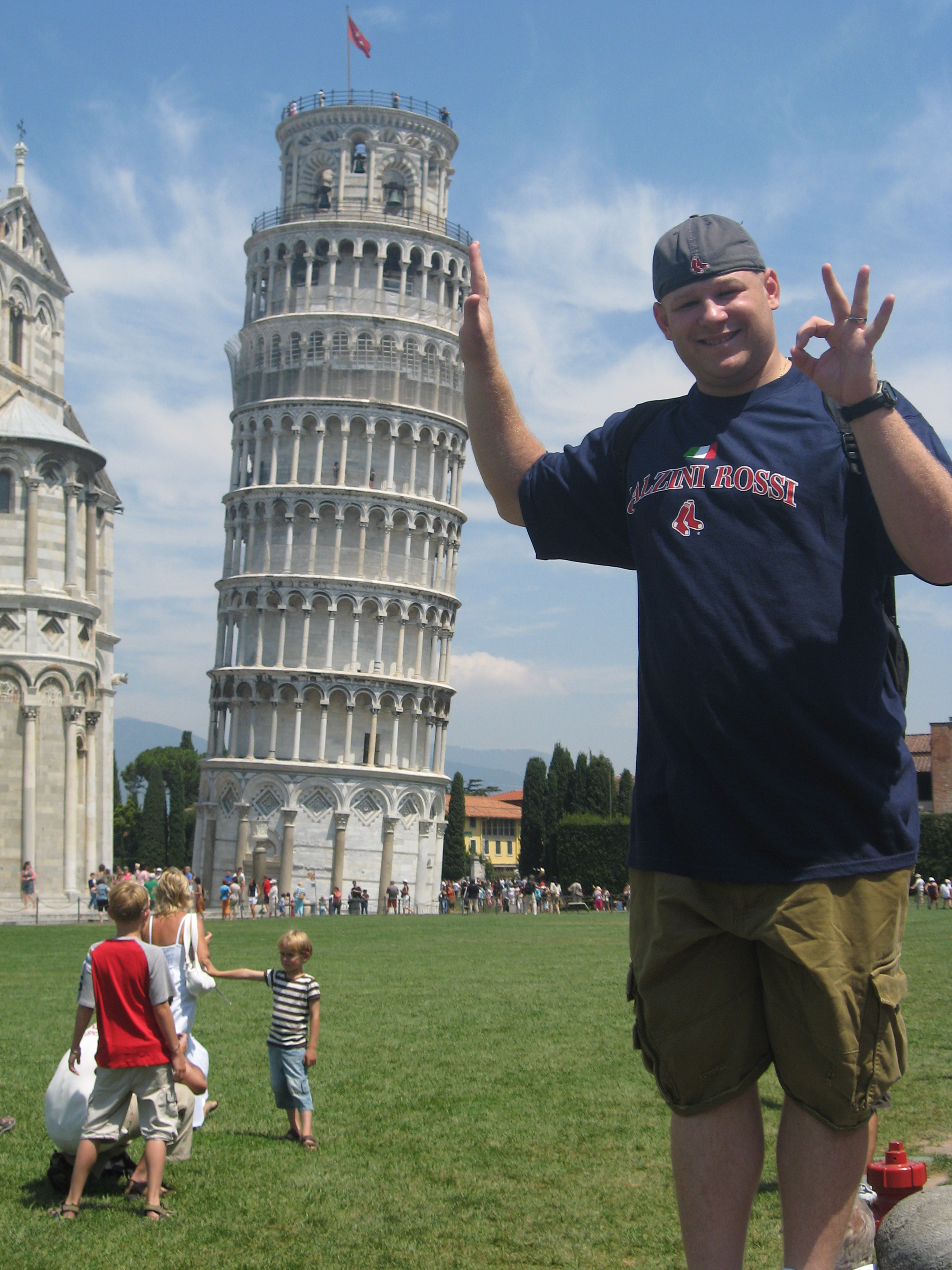
استخدام المنظور القسري لاضافة تأثير فكاهي أمام برج بيزا المائل

الفكاهة يمكن أن تكون لفظية، مرئية، بدنية، وغير ذلك أشكال التواصل غير الكلامي مثل الموسيقى أو الفنون البصرية.

### المكونات الرئيسية
- كونها تأملية أو مزيفة للواقع.
- دهشة/التوجيه الخاطئ، تناقض/مفارقة، والالتباس

### الوسائل
- المهزلة
- الاستعارة
- الجناس
- المبالغة

### السلوك والمكان والتصرف
يوضح روان أتكينسون في محاضرته في الفيلم الوثائقي «الأعمال المضحكة» أن الشيء أو شخص يمكن أن يصبح مضحكاً بثلاث طرق:
- التصرف بطريقة غير معتادة.
- الوجود في مكان غير معتاد.
- الظهور بالطريقة الخطأ.

معظم النكات البصرية تنسجم مع واحد أو أكثر من هذه الفئات.

### المبالغة
بعض المنظرين في الفكاهة يعتبرون المبالغة أنها جهاز الفكاهة العالمي، وقد تتخذ المبالغة أشكالاً مختلفة في أنواع مختلفة، ولكن كلها تعتمد على حقيقة أن أسهل طريقة لجعل الامور مثيرة للسخرية هو المبالغة إلى حد السخف.

## الثقافة
الثقافات المختلفة لديها توقعات نموذجية مختلفة من الفكاهة ولذا فالعروض الكوميدية ليست ناجحة دائماً عند نقلها لثقافة أخرى. على سبيل المثال، يناقش 2004 مقال بي بي سي نيوز الصورة النمطية بين الممثلين الكوميديين البريطانيين بأن الأمريكيين والألمان لا يفهمون السخرية، وبالتالي فهم لا يقدرون مسلسلات المملكة المتحدة.

## وصلات خارجية
- Humor على مشروع الدليل المفتوح
- International Society for Humor Studies